# モスケネス島
モスケネス島（モスケネスとう、ノルウェー語: Moskenesøya）はノルウェー北部、ヌールラン県のロフォーテン諸島を構成する島の1つであり、主な島としては諸島の一番南西側にある。面積はおよそ186km2。島周辺の強い潮流はメイルストロムと呼ばれ、古来様々な創作の題材となっている。
行政区画としては2つの基礎自治体に分けられる。南部はモスケネスに、北部は隣のフラックスタッド島とともにフラックスタッドに属する。

## 地理
モスケネス島は山の多い島であり、山頂部はほとんど氷河に覆われる。最高峰は海抜1029メートルのヘルマンスダルスティンデンである。島は複雑な海岸線を有し、北東から南西方向へ長く伸びる。両端の距離はおよそ40kmで、幅はおよそ10kmである。隣のフラックスタッド島とは狭い海峡で隔てられるが、コーケルン橋で繋がっている。この橋は欧州自動車道路E10号線の一部であり、同道路の起点は島内のオー村にある。

## 集落
島内には数カ所の集落（村）があり、全てが東海岸に位置する。北部のフラックスタッド郡にはフレードワン、セールフィヨルド、クリュースタッドなど、南部のモスケネス郡にはオー、ハームネイ、モスケネス、レーヌ、サークリセイ、セールウォーゲン、ティンドなどの村がある。かつて西海岸にも集落があったが、最後の一ヶ所は1950年代に度重なる嵐の被害により消滅した。

## 観光
モスケネス島を訪ねる観光客が多いため、各村には独自の特産品や独特な観光スポットがある。例えば、サークリセイ村にはヨーロッパ全域から集められた2500体の人形を展示する博物館がある。セールウォーゲン村にはノルウェー電報博物館の分館があり、地元の電報の歴史に関する展示品を所蔵する。1861年、170kmに及ぶロフォーテン諸島の有線通信線路システムが整備され、セールウォーゲン村には中継局が置かれた。1867年にこのシステムはヨーロッパ大陸と繋がるようになった。1906年にイタリアに続き、ヨーロッパでの2番目の無線通信システムがセールウォーゲン村とレスト島の間に出来た。その後、1914年にセールウォーゲン村の旧有線中継局がセールウォーゲン博物館となった。
オー村は伝統的な漁村で、全域が生きた博物館の「ノルウェー漁村博物館」と指定された。「ノルウェー漁村博物館」には「ロフォーテン干し魚博物館」、現地の鍛冶屋・パン屋・肝油工場なども含まれる。

## 歴史
第二次世界大戦が開戦すると、モスケネス島はまもなくドイツ陸軍によって占領された。1941年12月にはブリティッシュ・コマンドスによるアンクレット作戦の戦場となった。その時におよそ200人の地元島民は自由ノルウェー軍に参加した。

## ギャラリー

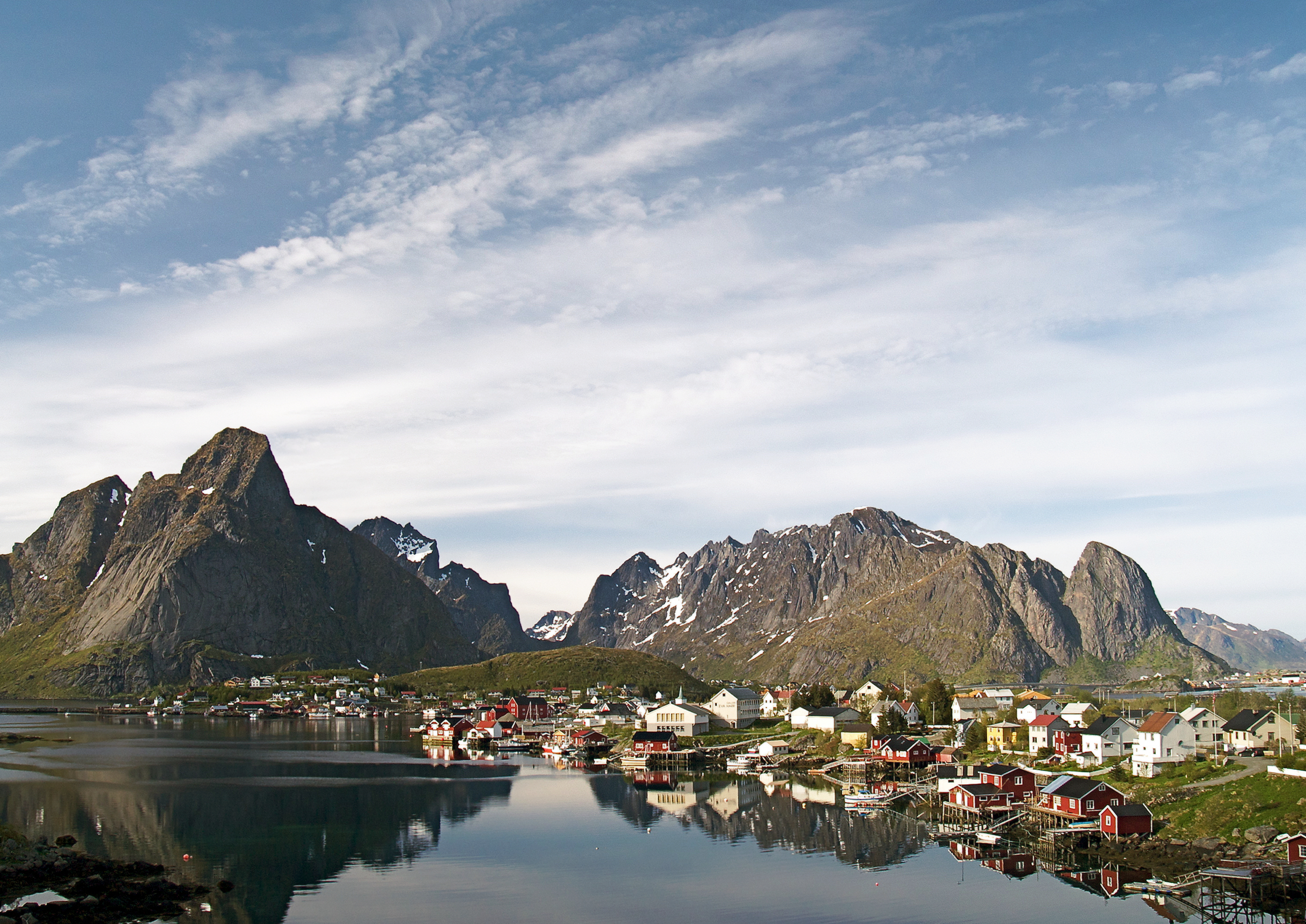
レーヌ
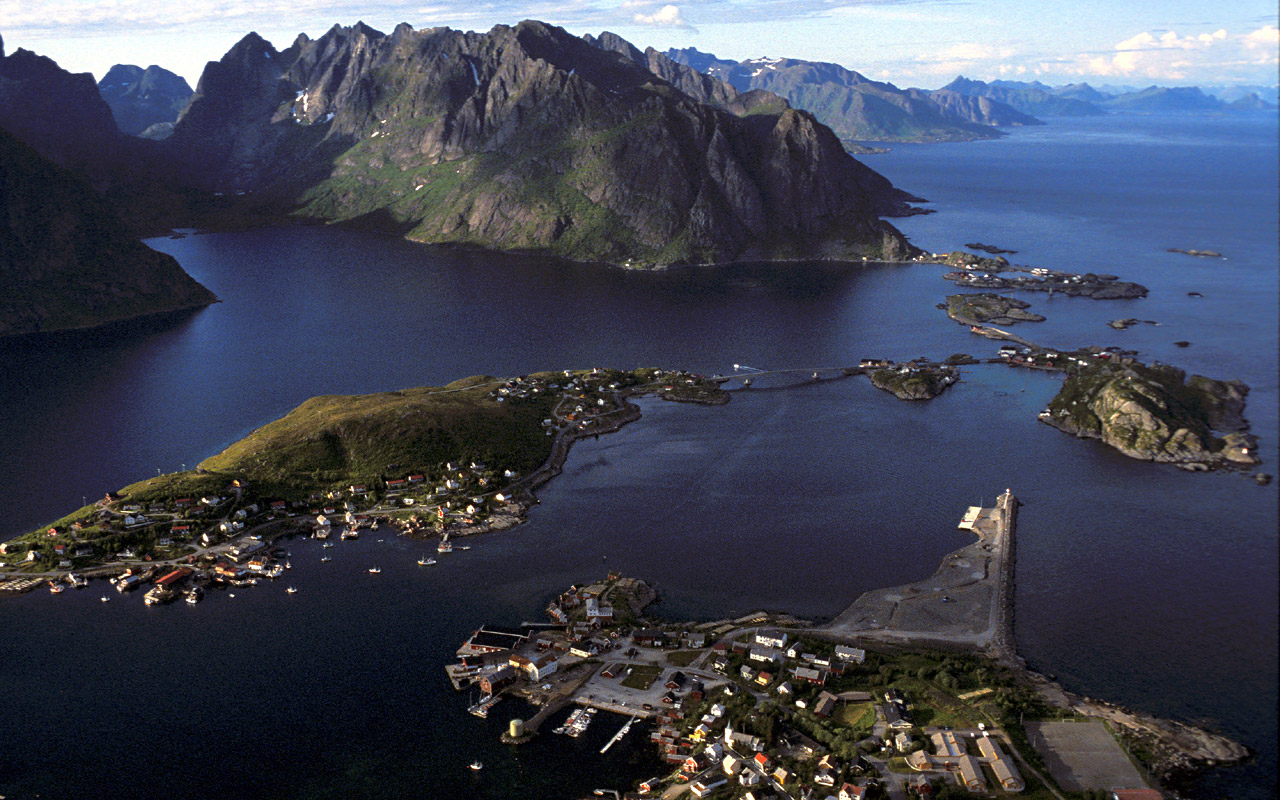
レーヌ
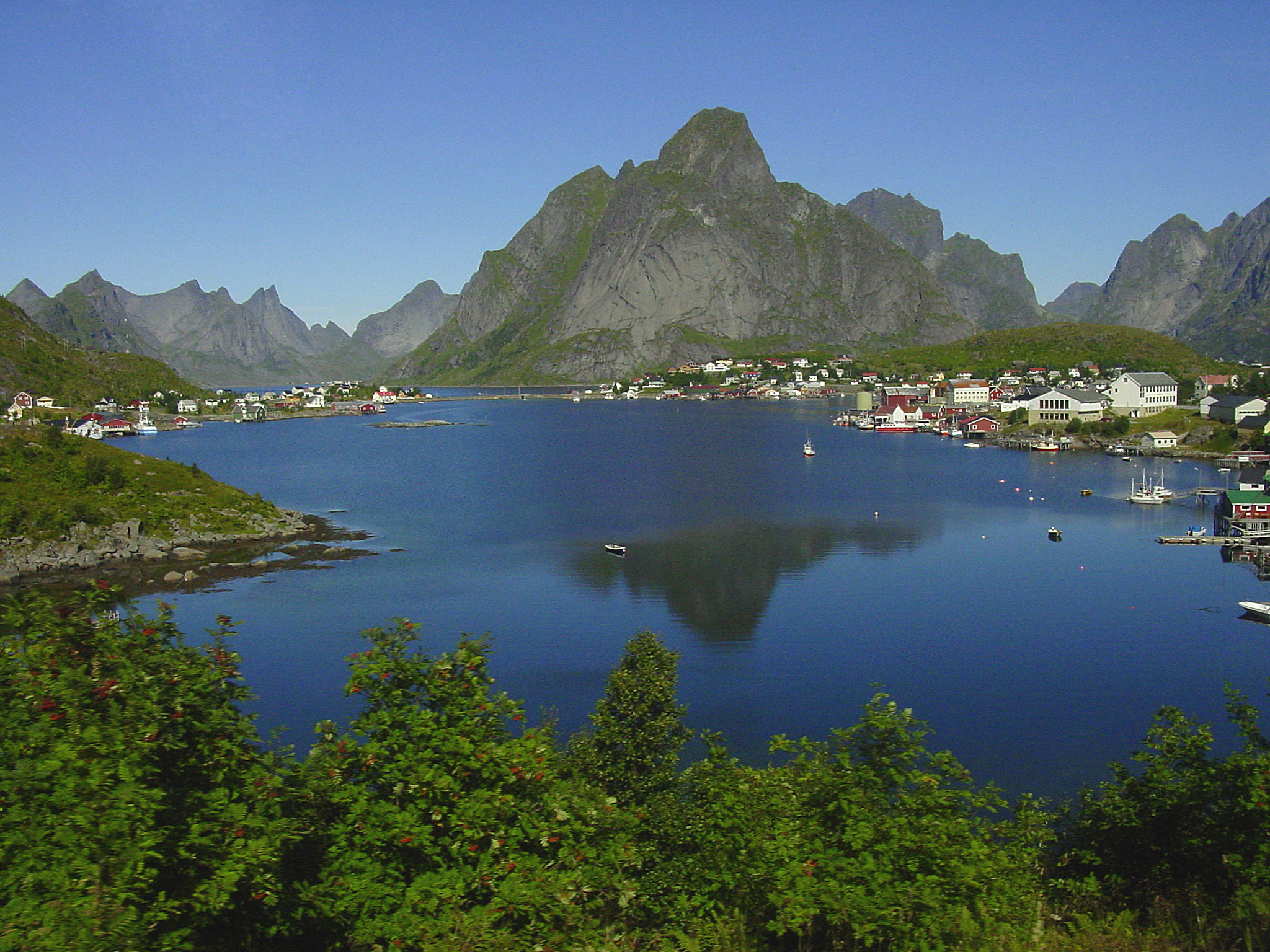
レーヌ
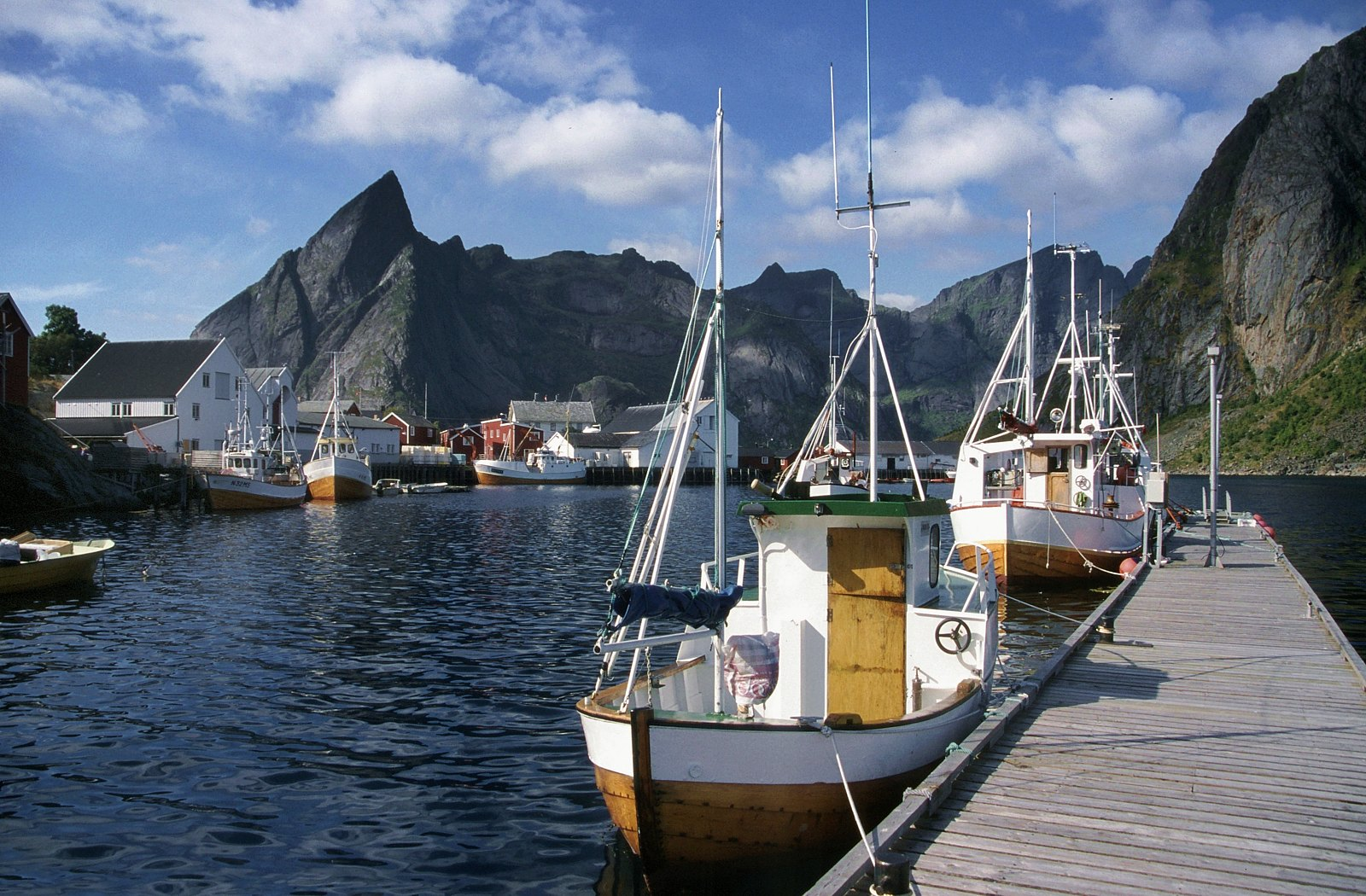
ハームネイ
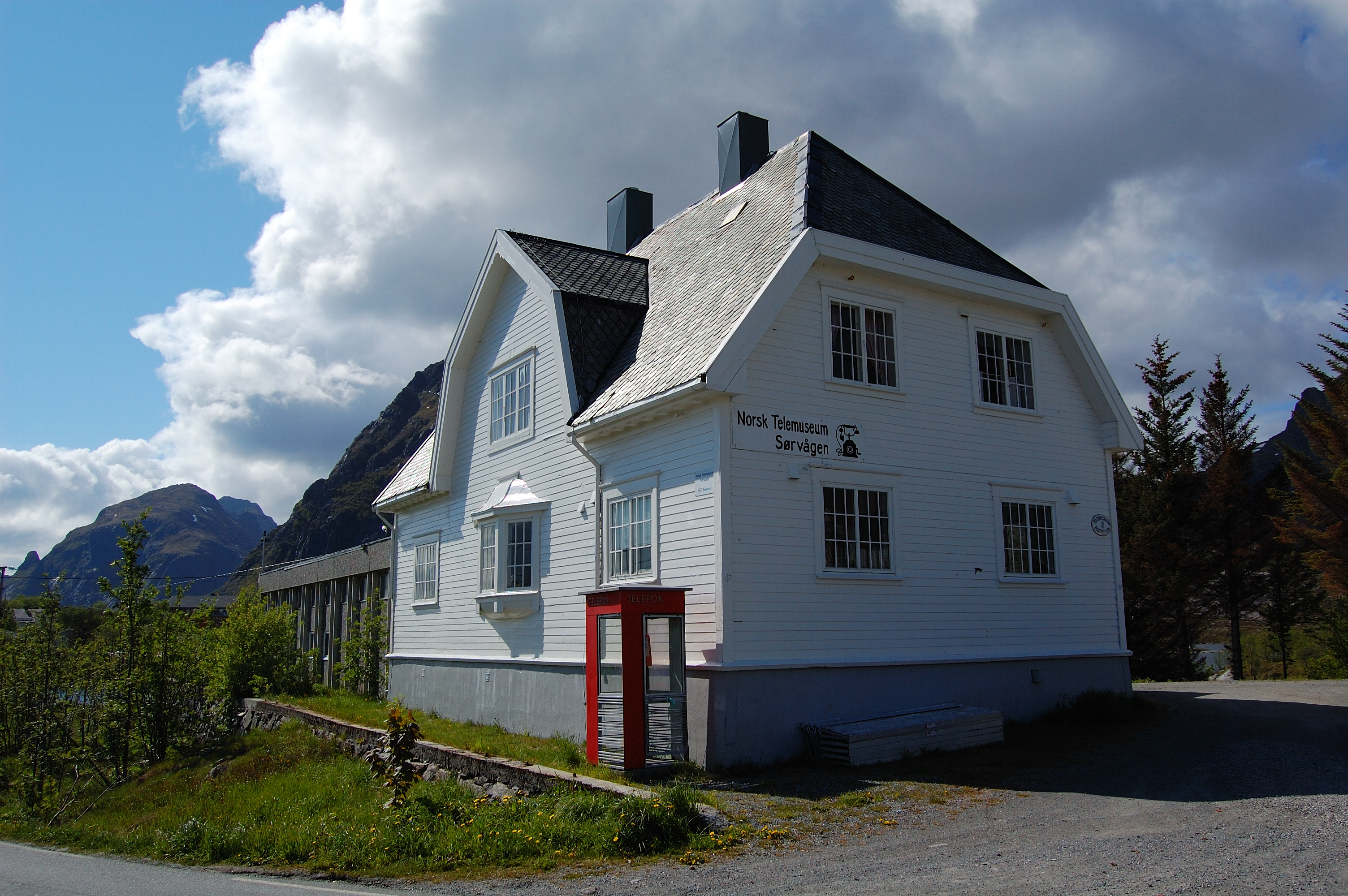
セールウォーゲン村のノルウェー電報博物館分館
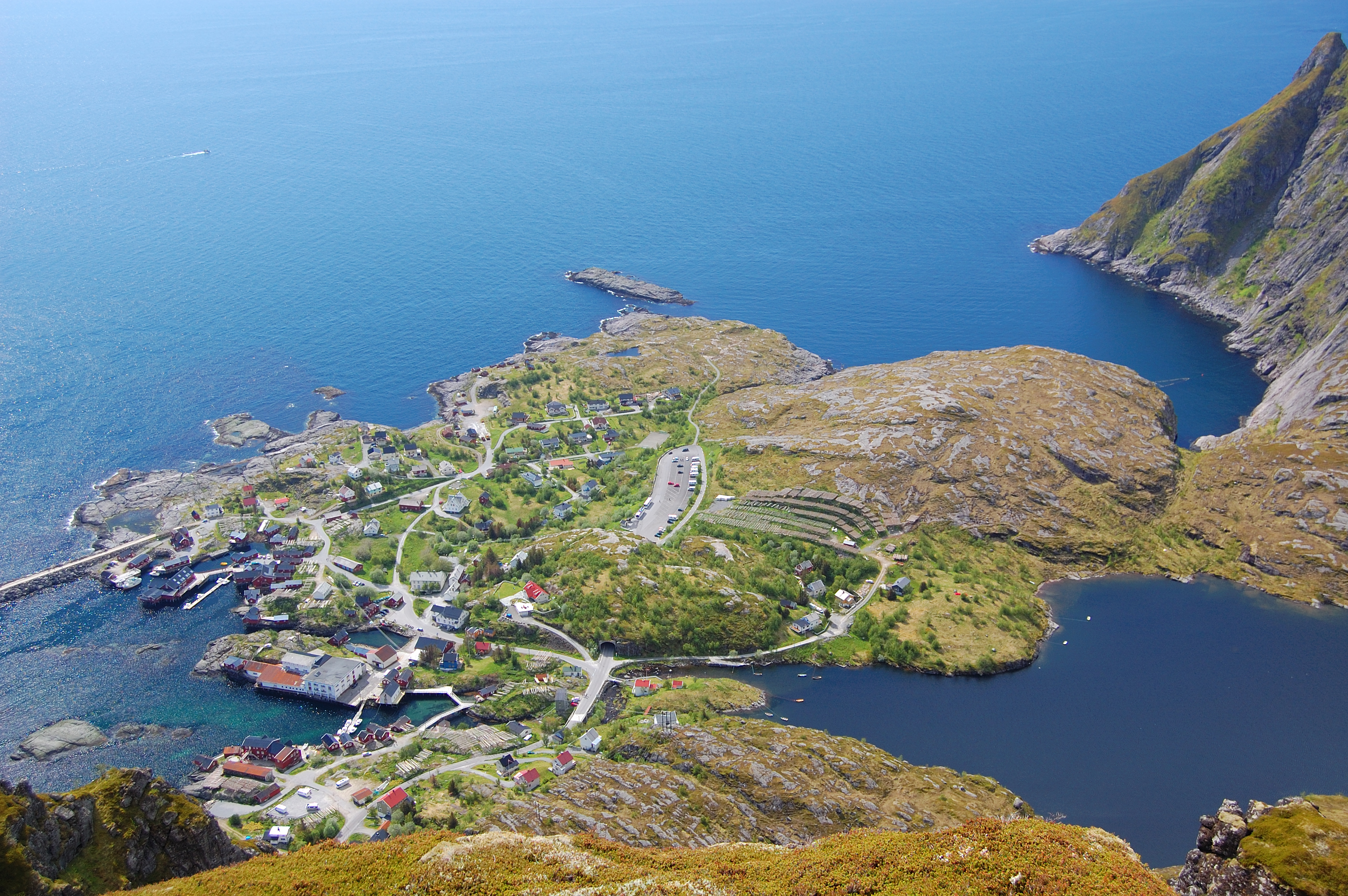
オー村
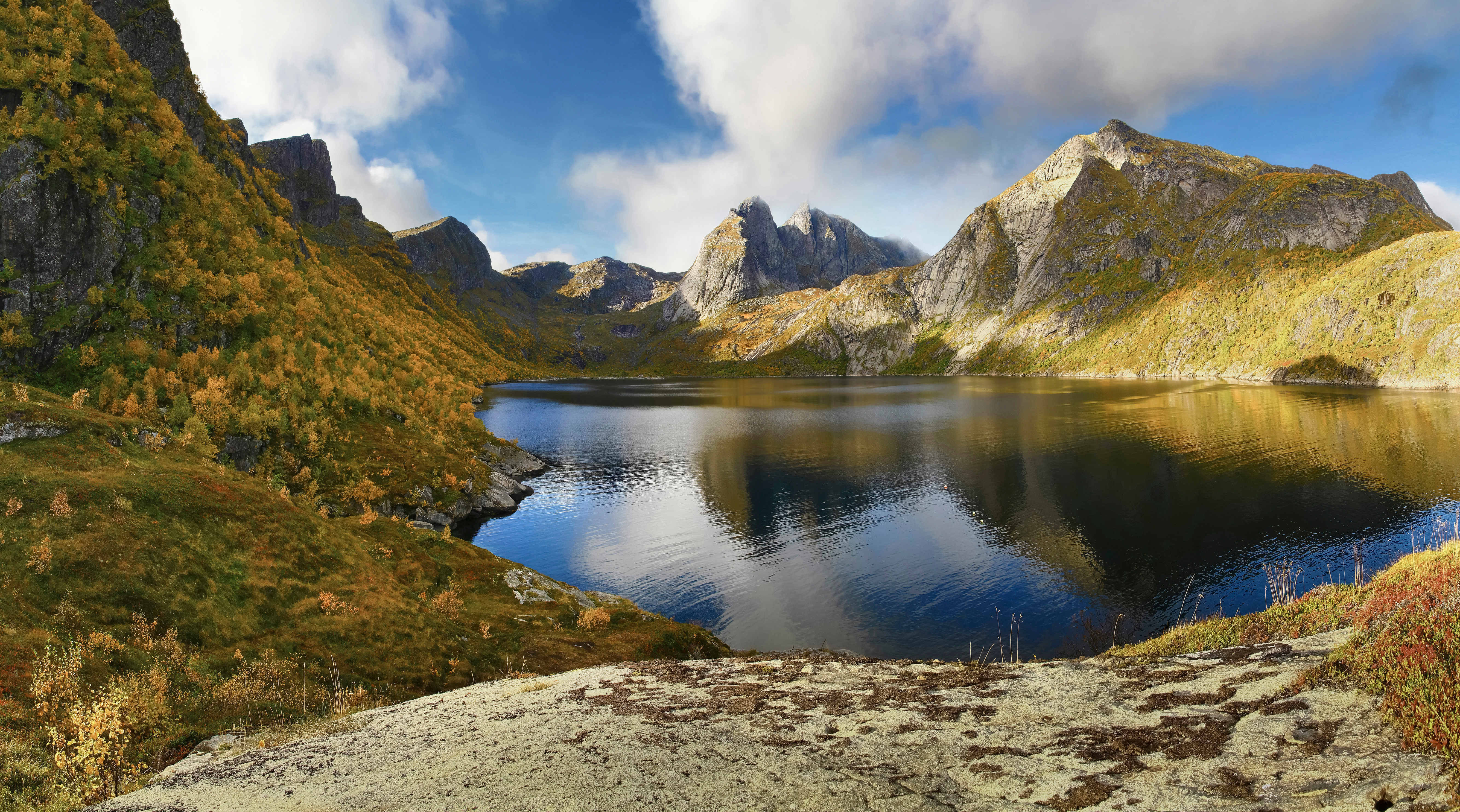
秋のデュープフィヨルデン湖